# Qostanay (região)

Localização da região de Qostanay

Qostanay (Қостанай, em cazaque; Костанайская, em russo) é uma região do Cazaquistão. Sua capital é Qostanay. A população estimada da região é de 975.000 habitantes.